# Leiarius arekaima
Leiarius arekaima es una especie de peces de la familia Pimelodidae en el orden de los Siluriformes.

## Hábitat
Es un pez de agua dulce. y de clima tropical.

## Distribución geográfica
Se encuentran en Sudamérica: Guayana y Brasil.